# رونالد موری
رونالد موری (انگلیسی: Ronald Murray؛ زادهٔ ۲۹ ژوئیهٔ ۱۹۷۹) بازیکن بسکتبال اهل ایالات متحده آمریکا است. از باشگاه‌هایی که در آن بازی کرده‌است می‌توان به آستین توروس، میلواکی باکس، شیکاگو بولز، باشگاه ورزشی افس پیلسن، آتلانتا هاوکس، ایندیانا پیسرز، سیاتل سوپرسانیکس، شارلوت هورنتس، دیترویت پیستونز، و کلیولند کاوالیرز اشاره کرد.